# بي إن دراما
بي إن دراما beIN Drama 1 قناة تلفزيونية قطرية تملكها شبكة قنوات بي إن أطلقت في 1 نوفمبر 2017 وهي خاصة بالدراما العربية والخليجية والتركية المدبلجة باللغة العربية،  